# Hassane Fofana
Hassane Fofana (né le 28 avril 1992 à Gavardo) est un athlète italien, spécialiste du 110 m haies.

## Carrière
Il établit son record personnel en 13 s 55 lors des Championnats d'Europe de 2014 à Zurich, après avoir remporté le championnat italien en 2013 puis en 2014 en 13 s 60. Le 17 mai 2015, il court en 13 s 68 à Montgeron. À Turin, le 25 juillet 2015, il remporte son troisième titre italien consécutif en 13 s 59 (+ 1,8 m/s) devant Lorenzo Perini.
Le 11 juin 2019, lors des Paavo Nurmi Games, il bat son record personnel en 13 s 44, temps qualificatif pour les Championnats du monde. Il remporte à Minsk la médaille d’or du 110 m haies lors des 
Jeux européens de 2019, en 13 s 60, puis égale son record personnel en 13 s 44, lors des quarts de finale par équipe, en battant notamment Konstadínos Douvalídis (13 s 46).
Ses parents sont originaires de Côte d'Ivoire.

## Records
| Épreuve          | Performance                     | Lieu        | Date                      |
| ---------------- | ------------------------------- | ----------- | ------------------------- |
| 110 mètres haies | 13 s 44 (+ 1,5 m/s) (- 0,3 m/s) | Turku Minsk | 11 juin 2019 25 juin 2019 |